# Asociación Ferroviaria de Godella

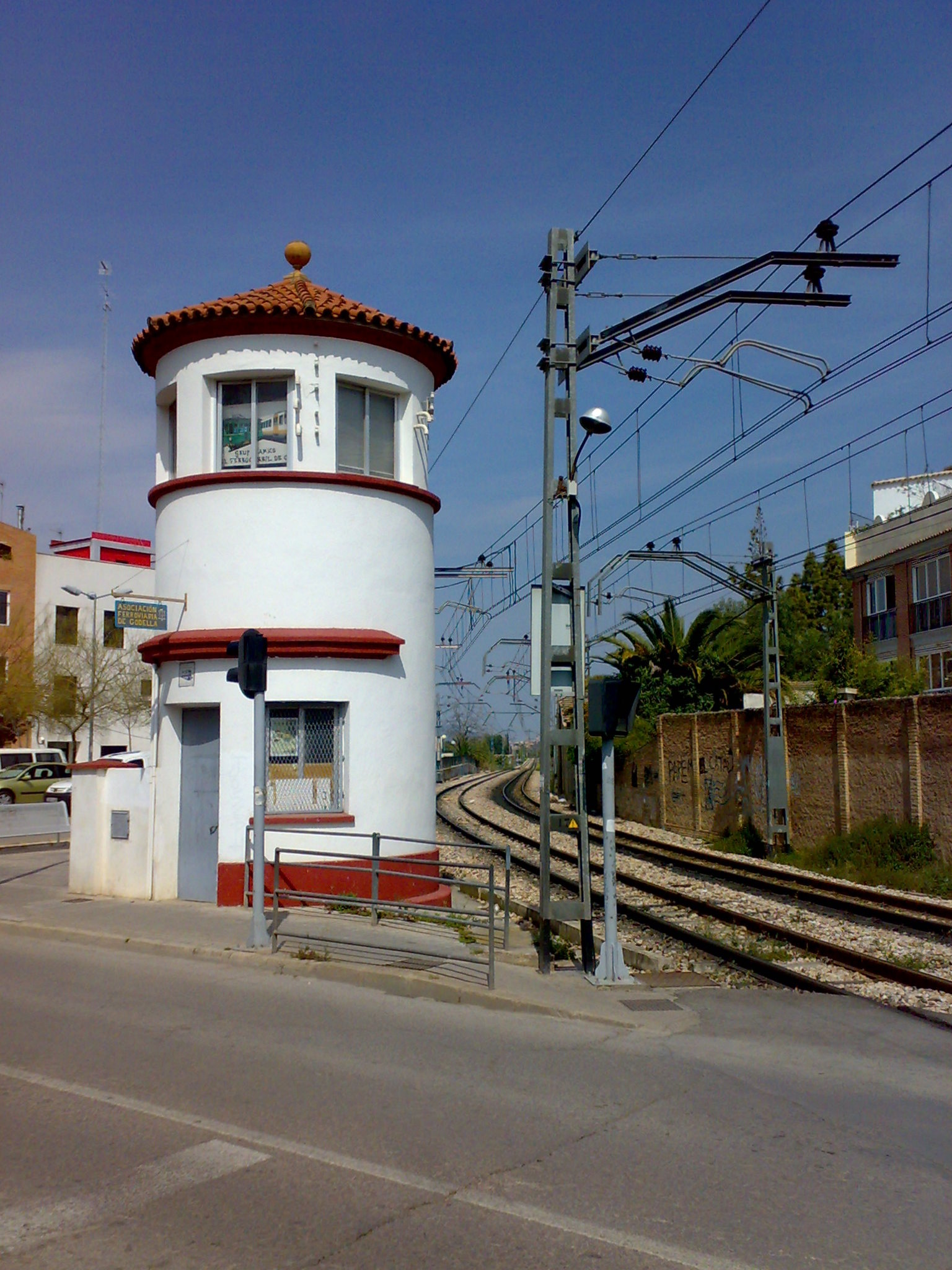
Torre de control del paso a nivel de Godella, edificio de la Asociación Ferroviaria de Godella.

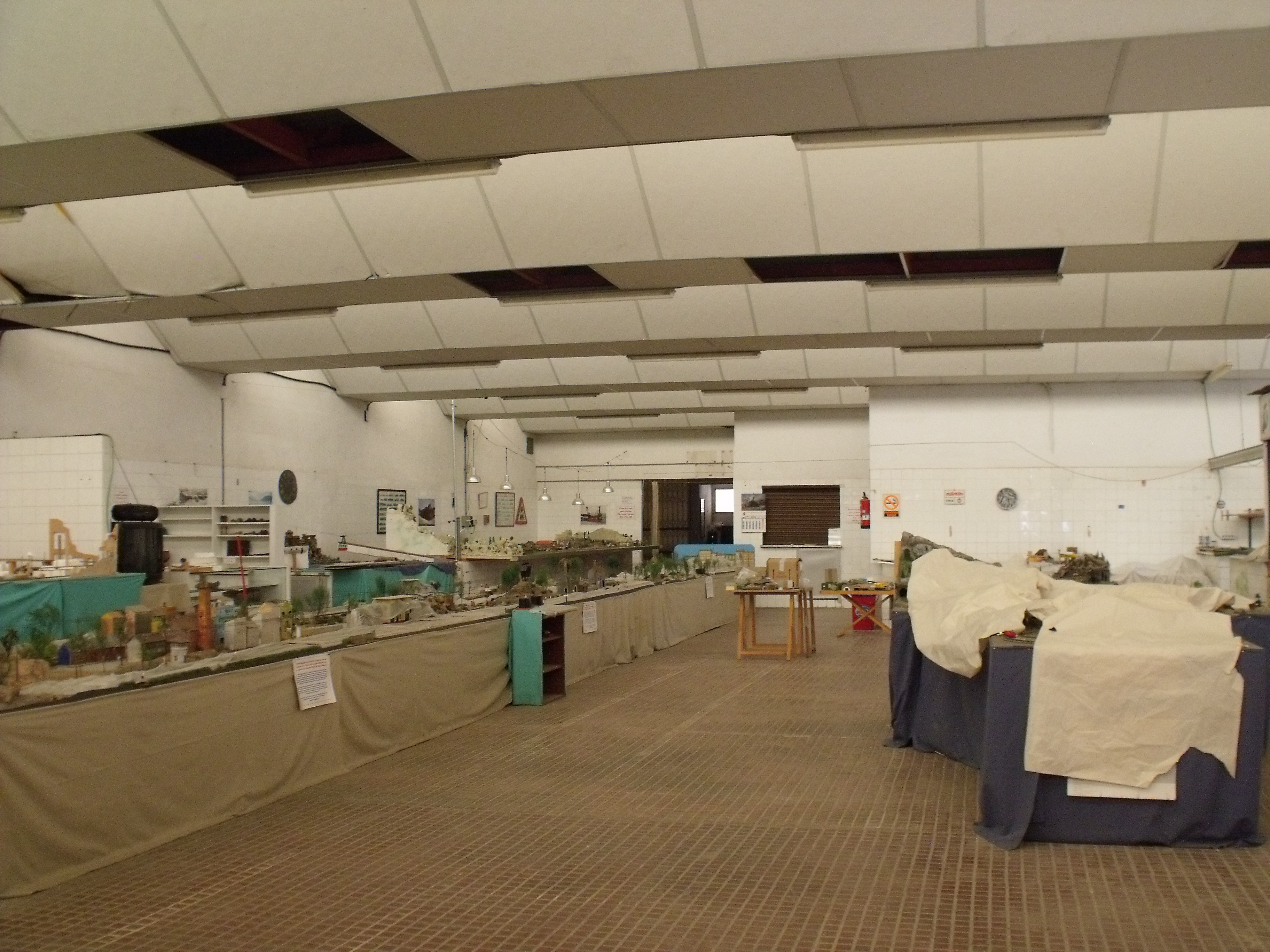
Taller y exposición de la Asociación, en el antiguo mercado municipal.

La Asociación Ferroviaria de Godella es una asociación de la Comunidad Valenciana de amigos e interesados en el sistema ferroviario de España que funciona en los bajos del Casino Musical de Godella, y que forma parte de la Federación de Amigos del Ferrocarril de la Comunidad Valenciana.
Realiza diversas actividades relacionadas con el ferrocarril, como exposiciones de maquetas, conmemoraciones por aniversarios de líneas, y la edición electrónica de boletines relacionados con la actividad.